# Éric Marester
Éric Marester (Villeneuve-la-Garenne, 12 giugno 1984) è un ex calciatore francese, di ruolo difensore.